# Iván Katáyev
Iván Ivánovich Katáyev (en ruso: Ива́н Ива́нович Ката́ев; 27 de mayo de 1902 – 19 de agosto de 1937) fue un novelista, escritor de cuentos, y periodista soviético.

## Biografía
Katáyev nació en Moscú. Era primo del matemático Andréi Kolmogórov por parte paterna y su madre era sobrina de Piotr Kropotkin. En 1919  se unió al Ejército Rojo y al Partido Comunista de la Unión Soviética, participado en la lucha contra Antón Denikin. Después de terminar el servicio militar estudió en la Facultad de Economía de la Universidad Estatal de Moscú.
Katáyev publicó sus primeros trabajos en 1921. Entre 1926 y 1932  lideró el grupo literario Pereval, que incluyó también a Andréi Platónov, Eduard Bagritski, Mijaíl Prishvin y Piotr Pavlenko, entre otros. Su trabajo incluye la novela corta El Corazón (1928) y los relatos Leche (1930), La carretera de Leningrado y El Encuentro (1934), así como la colección de ensayos Movimiento (1932) y El Hombre en la Montaña (1934).
Por su trabajo de periodista, realizó numerosos y extensos viajes a Kubán, la República de Altái, la Península de Kola, Armenia y muchos otros sitios, que sirvieron de inspiración para su ficción.
Su relato Leche (Molokó) fue objeto de críticas por razones ideológicas, acusada de predicar la religión. Sus obras fueron atacados a lo largo de la década de 1930, causando su arresto y ejecución en 1937, bajo el cargo de "enemigo del pueblo". Sin embargo, fue rehabilitado en 1956.

## Traducciones al inglés
- Immortality, de Anthology of Soviet Short Stories, Vol 1, Progress Publishers, Moscú, 1976.
- The Wife, de Great Soviet Short Stories, Dell, 1990. ISBN 0440331668